# Embajada de Argentina en Estados Unidos
La Embajada de Argentina en Estados Unidos (en inglés: Embassy of Argentina in Washington, D.C.) es la misión diplomática de la República Argentina ante los Estados Unidos. Se encuentra ubicada en el número 1600 de la Avenida Nuevo Hampshire en el Noroeste de Washington D. C. Actualmente el cargo de embajador lo desempeña Alec Oxenford
La embajada también opera con los consulados en Atlanta, Chicago, Miami, Nueva York, Los Ángeles y Houston.